# 어스파이어 타워

어스파이어 타워 (왼쪽)

어스파이어 타워(영어: Aspire Tower)는 카타르 도하 어스파이어 존에 있는 타워이자 높이 300m(980피트)의 초고층 호텔이다. 건축가 하디 시만과 AREP, 엔지니어 오베 아루프 앤드 파트너스가 설계했다. 2006년 12월 카타르에서 개최된 제15회 아시안 게임의 중심지 역할을 했다.